# Филаделфия Ийгълс
Филаделфия Ийгълс (на английски: Philadelphia Eagles) е отбор по американски футбол от Филаделфия, Пенсилвания. Състезават се в Източната дивизия на Националната футболна конференция (НФК) на Националната футболна лига (НФЛ). Отборът е трикратен шампион на НФЛ и са участвали в 5 Супербоула – 1980 година (загубен от Оуклънд Рейдърс) и 2004 година (загубен от Ню Инглънд Пейтриътс), 2017 година (спечелен), 2023 година (загубен от Канзас Сити Чийфс) и 2025 година (спечелен срещу Канзас Сити Чийфс).
Ийгълс са създадени през 1933 година за да заменят фалиралия Франкфорд Йелоу Джакетс. През 1943 се обединяват за един сезон с Питсбърг Стийлърс, защото заради Втората световна война и двата отбора не разполагат с достатъчно състезатели.
Филаделфия играят домакинските си срещи на построения през 2003 Линкълн Файненшъл Фийлд с капацитет 68 532 места.

## Факти
Основан: през 1933
Основни „врагове“: Ню Йорк Джайънтс, Далас Каубойс
Носители на Супербоул: (2)
- 2017, 2025

Шампиони на НФЛ: (3)
- 1948, 1949, 1960

Шампиони на конференцията: (6)
- НФЛ Изток:1960
- НФК:1980, 2004, 2017, 2022, 2024

Шампиони на дивизията: (16)
- НФЛ Изток:1947, 1948, 1949, 1960
- НФК Изток: 1980, 1988, 2001, 2002, 2003, 2004, 2006, 2010, 2013, 2017, 2019, 2022, 2024

Участия в плейофи: (31)
- НФЛ: 1947, 1948, 1949, 1960, 1978, 1979, 1980, 1981, 1988, 1989, 1990, 1992, 1995, 1996, 2000, 2001, 2002, 2003, 2004, 2006, 2008, 2009, 2010, 2013, 2017, 2018, 2019, 2021, 2022, 2023, 2024